# Dovre (stacja kolejowa)
Dovre – stacja kolejowa w Dovre, w okręgu Oppland, w Norwegii. Stacja znajduje się na Dovrebanen i obsługiwana jest każdą dobę przez ekspresowe pociągi w kierunku Oslo i Trondheim od 11 czerwca 2006 roku. Stacja została otwarta w 1913 roku, kiedy została Dovrebanen została przedłużona z Otta do Dombås. Znajdują się tu 2 perony.